# Cyclassics Hamburg 2008
De Vattenfall Cyclassics 2008 was de 13e editie van deze Duitse wielerklassieker en werd verreden op 7 september. De koers werd gewonnen door de Australiër Robbie McEwen van Silence-Lotto. Hij versloeg in de eindsprint zijn landgenoten Mark Renshaw van Crédit Agricole en Allan Davis van Quick Step. De koers had dus een geheel Australisch podium.
Doordat de wedstrijd werd verreden tijdens de Ronde van Spanje ontbraken de winnaars van de drie voorgaande edities: Filippo Pozzato, Óscar Freire en Alessandro Ballan, en de leider van de UCI ProTour, Alejandro Valverde. De continentale ploegen Skil-Shimano en Team Volksbank hadden een wildcard gekregen voor de koers.

## Uitslag
| Vattenfall Cyclassics 2008 (213,7 km) |                    |                               |          |
| Plaats                                | Naam               | Ploeg                         | Tijd     |
| Winnaar                               | Robbie McEwen      | Silence-Lotto                 | 4u37'46" |
| 2                                     | Mark Renshaw       | Crédit Agricole               | z.t.     |
| 3                                     | Allan Davis        | Quick Step                    | z.t.     |
| 4                                     | Murilo Fischer     | Liquigas                      | z.t.     |
| 5                                     | José Joaquín Rojas | Caisse d'Epargne              | z.t.     |
| 6                                     | Peter Wrolich      | Team Gerolsteiner             | z.t.     |
| 7                                     | William Bonnet     | Crédit Agricole               | z.t.     |
| 8                                     | Mirco Lorenzetto   | Lampre                        | z.t.     |
| 9                                     | Samuel Dumoulin    | Cofidis, crédit par téléphone | z.t.     |
| 10                                    | Fabian Wegmann     | Team Gerolsteiner             | z.t.     |
|                                       |                    |                               |          |
| 13                                    | Piet Rooijakkers   | Skil-Shimano                  | z.t.     |
| 44                                    | Frederik Willems   | Liquigas                      | z.t.     |

1996 · 
1997 · 
1998 · 
1999 · 
2000 · 
2001 · 
2002 · 
2003 · 
2004 · 
2005 · 
2006 · 
2007 · 
2008 · 
2009 · 
2010 · 
2011 · 
2012 ·
2013 · 
2014 ·  
2015 ·  
2016 ·  
2017 · 
2018 · 
2019 · 
2020 · 
2021 · 
2022 · 
2023 ·
2024 ·
2025
 Tour Down Under · 
 Ronde van Vlaanderen · 
 Ronde van het Baskenland · 
 Gent-Wevelgem · 
 Amstel Gold Race · 
 Ronde van Romandië · 
 Ronde van Catalonië · 
 Dauphiné Libéré · 
 Ronde van Zwitserland · 
 Ploegentijdrit Eindhoven · 
 Clásica San Sebastián · 
  Eneco Tour · 
 GP Ouest France-Plouay · 
 Ronde van Duitsland · 
 Vattenfall Cyclassics · 
 Ronde van Polen